# Sociedade Continentino
Sociedade Continentino foi uma agremiação política de simpatizantes republicanos no Rio Grande do Sul. Funcionava na casa do major João Manuel de Lima e Silva

## Loja Maçônica
A loja Maçônica Filantropia e Liberdade, criada em 1831, era acobertada com o nome de "Gabinete de Leitura da Sociedade Continentino". Foi o foco inicial da atividade maçônica no Rio Grande do Sul, no exterior tinha o aspecto de um Gabinete de Leitura, e tomava o nome do periódico O Continentino, publicado a expensas dela, e redigido por alguns de seus membros, mas o Gabinete de Leitura na realidade era uma loja macônica.

## Revolução Farroupilha
Na reunião realizada em 18 de setembro de 1835 pela loja Filantropia e Liberdade, foram acertados os últimos detalhes do movimento revolucionário, conhecido posteriormente como Revolução Farroupilha, que tinha o objetivo de resgatar os brios, os direitos e dignidade do povo riograndense. A reunião foi liderada pelo Venerável Mestre Bento Gonçalves da Silva, com as presenças dos também maçons José Mariano de Matos, José Gomes de Vasconcelos Jardim, Pedro Boticário, Vicente da Fontoura, Antônio Paulo da Fontoura, Antônio de Sousa Neto e Domingos José de Almeida.  A tomada da capital da Província de São Pedro do Rio Grande do Sul seria feita pelas tropas de Vasconcellos Jardim e Onofre Pires, que partiriam desde a localidade de Pedras Brancas. A arrecadação beneficente feita durante esta mesma reunião proporcionou a compra de uma Carta da Alforria para um escravo de meia idade.
A Guerra dos Farrapos iniciada dois dias depois desta reunião estendeu-se de 20 de setembro de 1835 a 1 de março de 1845.